# 드라마의 제왕
《드라마의 제왕》은 2012년 11월 5일부터 2013년 1월 7일까지 방송되었던 SBS 월화 드라마였다.

## 등장 인물

### 주요 인물
- 김명민 : 앤서니 김(김봉달) 역 (아역 : 송의준) - 前 제국 프로덕션 대표, 現 월드 프로덕션 대표
- 정려원 : 이고은 역 (아역 : 이채윤) - 前 드라마 《우아한 복수》 보조작가, 現 드라마 《경성의 아침》 작가
- 최시원 : 강현민 역 - 드라마 《경성의 아침》 남자주연배우
- 정만식 : 오진완 역 - 前 제국 프로덕션 상무, 現 제국 프로덕션 대표
- 오지은 : 성민아 역 - 제국 프로덕션 소속 톱스타 배우

### SBC 방송국
- 권해효 : 남운형 역 - 前 S방송 CP, 現 드라마국 국장
- 김승환 : 이성조 역 - 드라마국 CP
- 송민형 : 김 부국장 역 - S방송 드라마국 부국장
- 정한헌 : 박 부국장 역 - 드라마국 부국장
- 윤주상 : 문상일 역 - 前 S방송 드라마국 국장 (특별출연)

### 제국 프로덕션
- 박근형 : 남국현 회장 역 (특별출연)
- 장원영 : 홍 감독 역 (특별출연)
- 서주희 : 정홍주 역 - 드라마 《우아한 복수》 작가
- 김경범 : 허 상무 역
- 이해운 : 박 피디 역

### 월드 프로덕션
- 서동원 : 주동석 역 - 제작 PD
- 허준석 : 한강욱 역 - 기획 실장
- 박상훈 : 박석현 역 - 재무 팀장
- 윤용진 : 구희재 역

### 그 외 인물들
- 성병숙 : 박강자 역 - 고은의 어머니, '은이네 고갈비' 식당 운영
- 오현수 : 최도형 역 - 강현민의 소속사 대표
- 박규선 : 배광수 역 - 강현민의 로드매니저
- 전무송 : 와타나베 역 - 일본 거대 야쿠자 조직 와타나베파 보스
- 후지이 미나 : 아키꼬 역 - 와타나베의 부인
- 최수은 : 윤빛나 역 - 가수, 강현민의 여자친구
- 손소영 : 손 실장 역 - 성민아의 소속사 실장
- 김규진 : 안성모 역 - 강현민의 두번째 매니저
- 박정민
- 김영준
- 구혜령 : 은행원 역
- 강석원 : M방송 엔지니어 역 - 앤서니가 심어놓은 스파이
- 최남욱
- 강보정
- 안재신
- 최형근
- 정계영
- 김재흠 : 퀵배달기사의 형 역
- 김종국
- 권현우
- 권관오 : 장관 역
- 김대성 : K방송 드라마 국장 역
- 김태영 : M방송 드라마 국장 역
- 황선영
- 오지후
- 장지혜
- 임태현
- 김현숙
- 김용석
- 손재완
- 허선행 : 고증 자문해준 교수 역
- 성창훈 : 검사 역 - 오진완의 선배
- 김하연 : 고은에게 돈 뜯어내는 여학생 역
- 지성근 : 형사 역
- 조승연 : 앤써니 김과 미국에서 공부한 남자 역
- 손영순 : 어촌마을 민박 사장 역
- 박성균 : 박 기자 역 - 대한일보 기자
- 김상일
- 유재익 : 김 PD 역 - S방송 소속 PD
- 윤부진 : 어린시절 앤서니와 싸운 아이의 엄마 역
- 정장한 : 정 PD 역 - S방송 소속 PD
- 주부진 : 구희재의 할머니 역
- 김종호 : 은행장 역
- 전헌태 : 담임선생님 역
- 김주황 : 열쇠 수리공 역
- 한영광 : 와타나베 켄지의 수하 역
- 최교식 : 경찰 역
- 하규원 : 《경성의 아침》의 FD 역
- 정희태 : 김동천 역 - 검사
- 한춘일 : 굴착기 운전기사 역
- 박종설 : 《경성의 아침》 단역배우 역
- 홍재성 : 의사 역
- 홍승범 : 의사 역
- 박팔영 : SBC 방송국 이사 역
- 성민수 : 성민아의 차기작 영화 감독 역
- 강문경 : 라디오 방청객 역
- 최남욱
- 김명기
- 최문구
- 김혜란
- 장윤정
- 김지만
- 김성태
- 박신희
- 윤지원
- 김여린 : 배우 역
- 노수성 : 제작사대표 역
- 강석철 : 수사관 역

### 아역
- 이수현 : 퀵배달 남자의 딸 역
- 이동준
- 이지원 : 중국인 아이 역
- 이지성
- 김진웅 : 어촌마을 아이 역
- 백지웅 : 어촌마을 아이 역
- 박민수 : 어린시절 앤서니와 싸운 아이 역
- 조원빈 : 보육원 아이 역
- 차현호 : 보육원 아이 역
- 이종원 : 보육원 아이 역
- 최민영 : 남운형의 아들 역
- 신윤정 : 편의점 여고생 역
- 이승용 : 식당에서 밥먹는 학생 역
- 김남현 : 식당에서 밥먹는 학생 역
- 곽준민 : 식당에서 밥먹는 학생 역

### 특별 출연
- 박신혜 : 배우 역 - 드라마 《우아한 복수》의 여주인공 (1회)
- 최태준 : 오인성 역 - 드라마 《우아한 복수》의 남주인공 (1회)
- 오지혜 : 이미헌 역 - 드라마 작가 (2회)
- 윤기원 : 흥신소 사장 역 (2회)
- 김진우 : 김진우 역 - 배우 (3회)
- 갱키즈 : 윤빛나가 속해있는 연습생 역 (4회)
- 전국환 : SBC 방송국 사장 역 (5회, 8회, 13회, 17회)
- 정인기 : 구영목 PD 역 - 드라마 《경성의 아침》 PD (6회부터~)
- 황미선 : 앤서니의 어머니 역 (6회, 9회, 11~13회, 15~18회)
- 조영구 : 조영구 역 - 한밤의 TV연예 리포터 (6회, 15회)
- 박준금 : 강현민의 어머니 역 (7회)
- 장현성 : 와타나베 겐지 역 - 와타나베 회장의 아들 (8~10회)
- 이일환 : 《경성의 아침》 제작발표회 사회자 역 (8~9회)
- 임혁 : 장 회장 역 - 명동의 큰 손, 사채업자 (9회)
- 홍순창 : 최필성 역 - 40만평의 땅을 가지고 있는 남자 (9~10회)
- 김보연 : 조영은 역 - 소설 《운명의 연인》의 작가 (10회)
- 정찬 : 김상직 본부장 역 - 태산그룹 본부장 (15~16회)

## 연장
- 2012년 12월 17일 : 드라마의 제왕 방영 분량이 16부작에서 2회 연장되어 18부작으로 변경·확정되었다.[1]

## 시청률
아래의 파란색 숫자는 '최저 시청률'이고, 빨간색 숫자는 '최고 시청률'입니다. 시청률조사회사와 지역별로 시청률에 차이가 있을 수 있습니다.
| 2012년      | 2012년      | 2012년         | 2012년       | 2012년         | 2012년       |
| 회차        | 방송일      | TNMS 시청률    | TNMS 시청률  | AGB 시청률     | AGB 시청률   |
| 회차        | 방송일      | 대한민국(전국) | 서울(수도권) | 대한민국(전국) | 서울(수도권) |
| ----------- | ----------- | -------------- | ------------ | -------------- | ------------ |
| 제1회       | 11월 5일    | 6.5%           | 8.0%         | 6.5%           | 7.6%         |
| 제2회       | 11월 6일    | 6.6%           | 9.1%         | 7.3%           | 8.6%         |
| 제3회       | 11월 12일   | 8.9%           | 10.8%        | 7.1%           | 8.9%         |
| 제4회       | 11월 13일   | 9.2%           | 10.6%        | 7.3%           | 8.5%         |
| 제5회       | 11월 19일   | 8.1%           | 9.7%         | 8.1%           | 9.8%         |
| 제6회       | 11월 20일   | 8.3%           | 10.5%        | 7.7%           | 9.0%         |
| 제7회       | 11월 26일   | 8.7%           | 10.7%        | 6.8%           | 7.7%         |
| 제8회       | 11월 27일   | 8.6%           | 10.6%        | 6.9%           | 8.1%         |
| 제9회       | 12월 3일    | 8.5%           | 10.1%        | 7.4%           | 8.2%         |
| 제10회      | 12월 4일    | 8.8%           | 10.1%        | 8.9%           | 10.0%        |
| 제11회      | 12월 10일   | 9.2%           | 10.9%        | 7.3%           | 8.3%         |
| 제12회      | 12월 11일   | 8.1%           | 9.6%         | 7.1%           | 8.1%         |
| 제13회      | 12월 17일   | 7.2%           | 8.2%         | 6.7%           | 7.8%         |
| 제14회      | 12월 18일   | 7.4%           | 8.9%         | 7.5%           | 7.9%         |
| 제15회      | 12월 24일   | 6.8%           | 8.1%         | 6.6%           | 7.9%         |
| 제16회      | 12월 25일   | 7.1%           | 8.2%         | 6.9%           | 8.4%         |
| 2013년      |             |                |              |                |              |
| 제17회      | 1월 1일     | 7.4%           | 9.1%         | 6.6%           | 8.3%         |
| 제18회      | 1월 7일     | 7.6%           | 9.2%         | 6.7%           | 8.0%         |
| 평균 시청률 | 평균 시청률 | 7.9%           | 9.6%         | 7.2%           | 8.4%         |

## 수상
- 2012년 SBS 연기대상 미니시리즈 부문 여자 최우수 연기상, 10대 스타상 정려원
- 2012년 SBS 연기대상 방송 3사 PD가 꼽은 연기상 박근형

## 같이 보기
- 그들이 사는 세상
- 온에어